# Micropterix erctella
Micropterix erctella és una espècie d'arna de la família Micropterigidae. Va ser descrita per Thomas de Grey l'any 1919.
És una espècie endèmica de Sicília.
L'envergadura és d'uns 7mm en mascles i de 6mm en femelles.